# Караагаш (Жанааркинский район)
Караагаш (каз. Қараағаш орманшар) — лесхоз в Жанааркинском районе Улытауской области Казахстана. Входит в состав Караагашского сельского округа. Код КАТО — 354461400.

## Население
В 1999 году население населённого пункта составляло 111 человек (63 мужчины и 48 женщин). По данным переписи 2009 года, в населённом пункте проживало 108 человек (51 мужчина и 57 женщин).